# Райхон
Райхон Ганієва (узб. Rayxon G‘aniyeva Otabekovna; відоміша за ім'ям, що стало сценіним: Райхон / узб. Rayhon; *16 вересня 1978, м. Ташкент, Узбецька РСР) — популярна узбецька естрадна співачка, Заслужена артистка Республіки Узбекистан (2005). Чоловік - Фархад Алимов.

## Життєпис

### Родина і освіта
Райхон народилася 16 вересня 1978 року в Ташкенті (тодішня Узбецька РСР). Її батько — Отабек Ганієв, відомий артист кіно, онук визначного узбецького кінорежисера, основоположника узбецького кінематографу Набі Ганієва, мати — заслужена артистка республіки Тамара Шакірова (знімалась у стрічках «Семург», «Без страху» та інші). 
Творчий хист Райхон Ганієвої проявився вже змалку. Вона любила малювати, співати, танцювати. Було вирішено віддати дівчинку навчатися не в звичайну школу, а у музично-художню школу мистецтв для обдарованих дітей, яку Райхон успішно закінчила 1996 року за класом фортепіано. 
Ще школяркою-дев'ятикласницею Райхон була удостоєна честі виконувати сольну партію на фортепіано з Великим Державним Симфонічним оркестром Республіки Узбекистан під керівництвом диригента Західа Хакназарова. Це були концерти Сен-Санса. Серія концертів з маленькою Райхон пройшла з успіхом — за повних аншлагів у концертному залі «Бахор». 
Тоді ж, під час навчання, майбутня співачка написала свою першу пісню «Жити...». 
Райхон Ганієва вступила до ташкентського Інституту мов світу, який вона успішно закінчила за спеціальністю «Англійська філологія».

### Музична кар'єра
Музична кар'єра співачки Райхон стартувала 1999 року.
У 2001 році вийшов дебютний сольний альбом виконавиці — «Сенсіз». 
2002 року відбувся сольний концерт Райхон Ганієвої у Великому Академічному Театрі імені Алішера Навої. У цьому ж (2002) році вона стала лауреатом Державної премії «Ніхол» та перемога у національній номінації «Найкраща співачка року», відбувся реліз нового сольного диску співачки «Бахтлі буламан». 
2003 рік — Райхон стала лауреатом премії «Найкращий альбом року». 
У 2004 році виконавиця повторила свій позаторішній успіх, ставши лауреатом премії «Найкраща співачка року». Вийшов новий сольний альбом «Севгілім». 
2005 рік — Райхон стала лауреатом премії «Найкращий альбом року», отримала почесне звання «Заслужена артистка Республіки Узбекистан». Відбувся реліз диску «Факат мухаббат». 
У 2006 році Райхон знову «Найкраща співачка року», цього разу за версією М&TVA. Випуск нового сольного альбому «Йодінгдамі?». 
2007 року пісня Sen ketding з кінофільму «Кечір», який Р. Ганієва сама зняла і в якому виступила і сценаристом, і виконавицею головної ролі, був оголошений найкращим саундтреком року. Тоді ж вийшов новий сольний альбом Райхон «Sog‘indim». 
У 2008 році був випущений новий сольний альбом Райхон — «Doimo». 
2009 рік — співачка вкторе стає лауреатом премії «Найкраща пісня року». Випуск нового сольного альбому «Orzuinga ishon». 
У 2010 році відбувся реліз альбому Райхон «Tabassum qil».
Вже стали традицією (від 2004 року) сольні концерти Райхон на День святого Валентина на найбільшому концертному майданчику країни — у ташкентському Палаці Дружби Народів, що стають справжніми шоу з коштовними декораціями, спецефектами, несподіваними номерами, спеціально запрошеними гістьми, і головне — прем'єрами пісень самої Райхон.
Фархад Алімов (шлюб з 5 листопада 2016 року)
- Ислам Мамаджанов Йигиталиевич
- Имран Мамаджанов Йигиталиевич
- Йигиталі Мамаджанов
- Фархад Алимов
- Насіба Ганієва (Нигманова) Отабековна
- Джамшид Нігманов
- Латифа Нігманова Джамшидовна
- Асилбек Ганієв

## Фільмографія
- 1980 — Ленинградцы, дети мои… — Райҳон
- 2000 — Тоҳир ва Зуҳра янги талқин — Зуҳра
- 2006 — Янги йил париси — Райҳон
- 2006 — Вой дод сумалак — Райҳон
- 2007 — Кечир — Самира
- 2010 — Ада эмас, Дада! Тоҳир ва Зуҳра 2 янги талқин — Райҳон / Зуҳра
- 2011 — Ғаройиб орзулар — Райҳон
- 2016 — Шарофатхоннинг келинлари ёхуд наврўз муборак — Райҳон
- 2017 — Сайл — Райҳон

## Фільмографія (Звукова доріжка)
- 2004 — Барибир ҳаёт гўзал
- 2006 — Келгинди келин
- 2009 — Қасд
- 2009 — Зирапча
- 2010 — Мен бу мен
- 2011 — Ўхшатмасдан учратмас
- 2014 — Алданган кўнгил

## Дискографія[1]
- 2001 — «Сенсиз»;
- 2002 — «Бахтли Бўламан»;
- 2004 — «Севгилим»;
- 2005 — «Фақат муҳаббат»;
- 2006 — «Ёдингдами?»;
- 2007 — «Соғиндим»;
- 2008 — «Доимо»;
- 2009 — «Орзуинга ишон»
- 2010 — «Табассум қил»
- 2011 — «Севавераман»
- 2012 — «Севги бу нима?».

## Виноски
1. ↑  Дискографія (+можливість скачати у mp3 пісні) [Архівовано 3 серпня 2010 у Wayback Machine.] на Офіційна вебсторіка співачки (рос.)